# Spilosoma solitaria
Amsactoides guangxica là một loài bướm đêm thuộc phân họ Arctiinae, họ Erebidae.